# هرمان نويبيرغر
هرمان نويبيرغر (بالألمانية: Hermann Neuberger)‏ هو صحفي ولاعب كرة قدم ألماني، ولد في 1919 في فولكلينغن في ألمانيا، وتوفي في 1992 في هومبورغ في ألمانيا.

## وصلات خارجية
- هرمان نويبيرغر على موقع مونزينجر (الألمانية)
- هرمان نويبيرغر على موقع ميوزك برينز (الإنجليزية)
- هرمان نويبيرغر على موقع ديسكوغز (الإنجليزية)